# Аллахвердиев, Махяддин Исмаил оглы
Махаддин Исмаил оглы Аллахвердиев (азерб. Məhəddin İsmayıl oğlu Allahverdiyev; род. 8 мая 1962, Сумгаит) — азербайджанский и советский борец греко-римского стиля, выступавший в весовой категории до 48 кг. Трёхкратный чемпион мира (1985, 1986 и 1987 гг) и чемпион Европы 1984 года. Президент Национального олимпийского комитета Азербайджана до 1997 года. Борьбой начал заниматься в 1976 году. На Олимпиаде 1988 года занял 4-е место. Заслуженный мастер спорта СССР (1986).

## Личная жизнь
Воспитывался в Центральный спортивный клуб Армии (ЦСКА) (г. Москва). Он заслуженный мастер спорта СССР. Он советский офицер запаса. Его тренером (1980 – 1990 гг.) был главный тренер сборной СССР, двукратный чемпион мира, заслуженный тренер СССР Сапунов Геннадий Андреевич и Казаков Рустам Абдуллаевич двух кратный чемпион мира, олимпийский чемпион (1972 г.), заслуженный мастер спорта СССР, заслуженный тренер СССР и Каспаров Едуард Богдасарович заслуженный тренер СССР. В 1980 году, его привел к большому спорту старший тренер ЦСКА, полковник, заслуженный тренер СССЗ Вершинин Георгий Александрович. Клуб ЦСКА обратился к Министру Обороны СССР призвал его в рейдовому службу (из г. Баку в г. Москву). Присягу принял в Московском военном округе. С личном приказом привезли его в ЦСКА (на штатном команде). Окончил 1982-1984 годах Ленинградский Военный Институт (приказом Министра Обороны СССР присвоено звание армейского офицера). В 1981-1986 годах окончил факультет тренер преподаватель Бакинской Академии Спорта. В 1988-1993 годах окончил юридический факультет Бакинского Государственного Университет. В марте 1986 года на закрытии XXVII съезда КПСС в Москве он стал первым знаменосцем Азербайджана во времена СССР. В ноябре 1987 года на кубке мира по греко-римской борьбе в Олбани, США, ему было присвоено звание самого Техничного Борца Мира и самый крупный приз соревнований. В 1988 году в возрасте 26 лет ушел из спорта по собственному желанию из-за травмы (разрыв паха), которую получил накануне летних Олимпийских игр. Он в 29 лет был избран первым Президентом Национального Олимпийского Комитета Азербайджана и был самым молодым Президентом Олимпийского Комитета около 200 стран мира. В 1992-1993 годах, он в 29 лет был назначен Министром Спорта Азербайджана. Он был удостоен звания Чемпиона СССР, Чемпиона Европы, 3-кратного Чемпиона Мира, 6-кратного обладателя Кубка Мира (три индивидуальных, три командных), 3-кратного обладателя Кубка СССР (в личном зачёте), 4 е место Олимпийских игр (1988 г. Сеул) и заслуженного тренера Азербайджанской Республики. Он говорит всегда что он по национальности Азербайджанец а по душе Русский. Он благодарен русскому народу. Он женат и имеет двоих детей.